# کانویا، کاگوشیما
کانویا در استان کاگوشیما در کشور ژاپن  واقع شده‌است  که دارای جمعیت ۱۰۵٬۶۷۳ نفر و مساحت ۴۴۸٫۳۳ کیلومتر مربع با تراکم جمعیت ۲۳۶  نفر در کیلومترمربع است و در تاریخ ۲۷ مه ۱۹۴۱ به عنوان شهر شناخته شد.